# Wassyl Mudryj

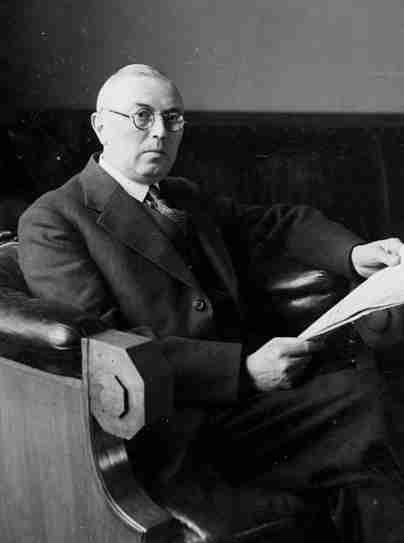
Wassyl Mudryj, 1935

Wassyl Mykolajowytsch Mudryj (ukrainisch Василь Миколайович Мудрий, polnisch Wasyl Mudry; * 19. März 1893 in Wikno, Galizien, Österreich-Ungarn; † 19. März 1966 in Yonkers, New York, USA) war ein ukrainischer Journalist, Politiker und politischer Aktivist.

## Leben
Mudryj kam in Wikno, einem galizischen Dorf im heutigen ukrainischen Rajon Hussjatyn in eine Bauernfamilie zur Welt. Er studierte an der Universität Lemberg, wo er Vorstandsmitglied der ukrainischen Studentenvereinigung und der Lemberger Akademischen Hromada war.
Seit 1923 arbeitete er bei der Zeitung Delo, der größten ukrainischen Zeitung in Zwischenkriegs-Polen, von 1927 bis 1935 als deren Chefredakteur. Von 1921 bis 1933 war er Aktivist der Proswita und von 1921 bis 1925 war er der zudem Schatzmeister und Sekretär der Geheimen ukrainischen Universität in Lwiw.
Er war Mitgründer und zwischen 1935 und 1939 Vorsitzender der Ukrainischen National-Demokratischen Allianz (UNDO), einer ukrainischen Partei in der Zweiten Polnischen Republik und Abgeordneter der Sejm. Im Parlament war er Führer der ukrainischen parlamentarischen Vertretung und vom 6. November 1938 bis zum 2. Oktober 1939 der stellvertretende Sprecher der Sejm.
1944 emigrierte er nach Deutschland, wo er zwischen 1944 und 1947 Vizepräsident des Ukrainischen Obersten Befreiungs-Rats und Vorstandsvorsitzender des ukrainischen Nationalrats war. 1949 emigrierte er in die USA und war dort von 1953 an Geschäftsführer des Ukrainian Congress Committee of America (UCCA). Seit 1958 war er Vollmitglied der Wissenschaftlichen Gesellschaft Schewtschenko.

## Werk
Wassyl Mudryj schrieb wissenschaftliche Arbeiten und Aufsätze über die Geschichte der ukrainischen Nationalbewegung  im 19. und 20. Jahrhundert: 1923 „Blutiger Kampf um die ukrainische Kultur in der westlichen Ukraine“, 1929 „Ukrainische national-demokratische Union und ihrer nationale Umwelt“; 1933 „Die Geißel der Ukraine“, 1948 „Ukrainische Universität in Lwiw, 1921 bis 1924“ und 1957 „Iwan Franko als Persönlichkeit des öffentlichen Lebens“.